# 파시 (소설)
《파시》는 박경리의 소설로 1964년과 1998년에 출간되었다.

## 등장인물
- 수옥 : 한국전쟁으로 통영까지 흘러오게 되는 한 소녀이다.
- 옹주 : 박 의사의 아들. 명화를 사랑한다.
- 명화 : 광녀로 자살한 어머니를 뒀다. 옹주를 사랑한다.
- 학수 : 몰락한 지주의 아들. 서영래를 원수로 생각한다.
- 박 의사 : 냉철한 중년 남자. 명화와 옹주의 사랑을 반대한다. 아들로 옹주를 두고 있다. 작중 중반에는 통영을 떠나 부산으로 이사한다. 그리고 옹주에게 명문 E 여대생인 죽희를 소개한다.
- 조만섭 : 명화의 아버지.한국전쟁이 일어나 피란을 가는 수옥을 통영에 있는 자신의 집까지 데려다준다.